# Джиммі Лідберг
Джиммі Александр Лідберг (швед. Jimmy Alexander Lidberg, 13 квітня 1982) — шведський борець греко-римського стилю, олімпійський медаліст, багаторазовий призер чемпіонатів світу і Європи. Молодший брат чемпіона світу 2003 року Мартіна Лідберга.
З 2013 року тренує норвезького борця Стіга Андре Берге, який на Чемпіонаті світу з боротьби 2014 року виборов бронзову нагороду.

## Виступи на Олімпіадах
| Змагання                    | Збірна | Вагова категорія | Місце  |
| --------------------------- | ------ | ---------------- | ------ |
| Літні Олімпійські ігри 2012 | Швеція | 96 кг            | Бронза |

## Виступи на Чемпіонатах світу
| Змагання                        | Збірна | Вагова категорія | Місце  |
| ------------------------------- | ------ | ---------------- | ------ |
| Чемпіонат світу з боротьби 2001 | Швеція | 97 кг            | 21     |
| Чемпіонат світу з боротьби 2002 | Швеція | 96 кг            | 28     |
| Чемпіонат світу з боротьби 2005 | Швеція | 96 кг            | 28     |
| Чемпіонат світу з боротьби 2006 | Швеція | 96 кг            | 7      |
| Чемпіонат світу з боротьби 2007 | Швеція | 96 кг            | 8      |
| Чемпіонат світу з боротьби 2009 | Швеція | 96 кг            | Срібло |
| Чемпіонат світу з боротьби 2010 | Швеція | 96 кг            | Бронза |
| Чемпіонат світу з боротьби 2011 | Швеція | 96 кг            | Срібло |

## Виступи на Чемпіонатах Європи
| Змагання                         | Збірна | Вагова категорія | Місце  |
| -------------------------------- | ------ | ---------------- | ------ |
| Чемпіонат Європи з боротьби 2001 | Швеція | 97 кг            | 8      |
| Чемпіонат Європи з боротьби 2005 | Швеція | 96 кг            | Срібло |
| Чемпіонат Європи з боротьби 2006 | Швеція | 96 кг            | Бронза |
| Чемпіонат Європи з боротьби 2007 | Швеція | 96 кг            | Срібло |
| Чемпіонат Європи з боротьби 2008 | Швеція | 96 кг            | 7      |

## Виступи на інших змаганнях
| Змагання                                 | Збірна | Вагова категорія | Місце  |
| ---------------------------------------- | ------ | ---------------- | ------ |
| Міжнародний меморіал Дейва Шульца 2003   | Швеція | 96 кг            | Бронза |
| Гран-прі Німеччини з боротьби 2003       | Швеція | 96 кг            | 7      |
| Гран-прі Німеччини з боротьби 2005       | Швеція | 96 кг            | 5      |
| Міжнародний меморіал Дейва Шульца 2006   | Швеція | 96 кг            | Золото |
| Північний чемпіонат з боротьби 2006      | Швеція | 120кг            | Срібло |
| Гран-прі Німеччини з боротьби 2007       | Швеція | 120кг            | 7      |
| Олімпійський кваліфікаційний турнір 2008 | Швеція | 96 кг            | 7      |
| Олімпійський кваліфікаційний турнір 2008 | Швеція | 96 кг            | 16     |
| Золотий Гран-прі з боротьби 2011         | Швеція | 96 кг            | Золото |
| Золотий Гран-прі з боротьби 2011         | Швеція | 96 кг            | Бронза |
| Кубок Азовмашу 2012                      | Швеція | 96 кг            | Бронза |